# Ethno-Musiktherapie
Ethno-Musiktherapie (auch altorientalische Musiktherapie) hat ihren Ursprung in der antiken griechischen Lehre, die davon ausgeht, dass Musik eine reinigende Wirkung auf die Seele, die Affekte und den Charakter des Menschen besitzt.
Der Mensch wird als physisch-seelisch-geistige Einheit gesehen. Erst wenn sich Körper, Geist und Seele im Einklang befinden, können psychische und physische Beschwerden verarbeitet und somit beseitigt werden.

## Geschichte
„Der Körper ist krank, wenn die Seele geschwächt ist, und er ist beeinträchtigt, wenn sie beeinträchtigt ist. Daher geschieht die Heilung des Körpers durch die Heilung der Seele, indem ihre Kräfte wiederhergestellt und ihre Substanz in die rechte Ordnung gebracht wird mit Hilfe von Klängen, die dies bewirken können und dafür geeignet sind.“ – Al Farabi (870–950 n. Chr.)
Die Musiktherapie im vorderen Orient ist ein seit ca. 1000 Jahren dokumentiertes System mit – aus heutiger Sicht – therapeutischer, prophylaktischer und rehabilitativer Bedeutung. Ihre Wurzeln gründen in der antiken griechischen Lehre vom „Ethos“ in der Musik. Diese ging davon aus, dass von der Musik selbst eine „unmittelbare und reinigende Wirkung“ auf Seele, Affekte und Charakter des Menschen ausgehe.
Im Vorderen Orient wurde dieser – bei Platon, Aristoteles und den späteren Neuplatonikern – noch wenig konkretisierte „musiktherapeutische“ Gedanke aufgegriffen, und praktisch weiter ausdifferenziert. Aus heutiger Sicht ist auch Augustinus als philosophisch, religiös-geistiges und kulturelles Bindeglied zwischen Orient und Okzident zu nennen.
Im Orient entwickelte sich ein neues Tonsystem – das Makamsystem. Islamische Gelehrte wie etwa Al‑Kindi, Al‑Farabi, Al‑Rhasi, Avicenna, u. a. verknüpften die Anwendung dieses Musiksystems sowohl mit der Vorstellung eines engen Wechselspiels zwischen seelischen und körperlichen Prozessen, als auch mit dem Konzept der Humoralpathologie – der Vier-Säfte-Lehre. Nunmehr wurden „[…] bestimmte Melodientypen, Rhythmen und sogar die vier Saiten der Laute mit bestimmten Körpersäften, Affekten, Primärqualitäten, Kardinaltugenden, Jahres‑ & Tageszeiten, Gestirnkonstellationen usw. in direkte Beziehung gesetzt und in vielfältigen Verknüpfungen zu ganzen Systemen zusammengefügt.“ (Kümmel 1977)
In den 1980er Jahren griff in der Türkei der Psychologe, Musiker und Sufilehrer Rahmi Oruç Güvenç  dieses alte musiktherapeutische Lehrsystem erstmals wieder anhand historischer Quellen praktisch auf. Gemeinsam mit dem späteren Kulturwissenschaftler, Kultur‑ & Sozialanthropologen und Musiktherapeuten Gerhard Tucek wurden seit 1986 auch in Europa in Form von Kursen erste Schritte zu einer praktischen Wiederbelebung unternommen.